# Slava Ukraini (film)
Ne doit pas être confondu avec la chanson Slava Ukraini ! composée par Marcus Paus en février 2022.
Pour plus de détails, voir Fiche technique et Distribution.
Slava Ukraini est un documentaire français réalisé par Marc Roussel et Bernard-Henri Lévy et sorti le 22 février 2023.
Le sujet du film est la guerre en Ukraine, tourné comme un carnet de bord des événements du second semestre 2022 ; il s'inscrit dans la continuité du précédent documentaire Pourquoi l'Ukraine, qui relatait les premiers mois de l'invasion et qui a été diffusé sur Arte.
En 2023, Slava Ukraini sera suivi d'un troisième documentaire : L'Ukraine au cœur, réalisé par la même équipe sous la direction de Bernard-Henri Lévy.
Le titre Slava Ukraini reprend la devise patriotique ukrainienne Gloire à l'Ukraine.

## Synopsis
En mars 2022, Bernard-Henri Lévy et son équipe tournent Pourquoi l’Ukraine, un documentaire consacré à l’invasion de l’Ukraine par l’armée russe. Il est diffusé sur Arte en juin 2022.
BHL prend alors la décision d’entreprendre un nouveau film sur l’Ukraine dans le prolongement du précédent.
Il s’agit d’un journal de guerre qui témoigne de la résistance des soldats et des civils ukrainiens durant une telle épreuve, aussi bien sur la ligne de front qu’à l’arrière dans le quotidien des villes soumises à la terreur des bombardements russes.
Le film débute à Kharkiv. Il se termine à Kherson, lors de la libération de la ville, après une offensive de l’armée ukrainienne, ainsi qu’à Ochakiv, où se prépare une nouvelle offensive.

## Fiche technique
- Titre : Slava Ukraini
- Réalisation : Marc Roussel, Bernard-Henri Lévy
- Pays d'origine :  France
- Genre : documentaire
- Durée : 94 minutes[1]

## Accueil

### Accueil du film en France
Le film enregistre de très mauvais scores au cinéma, avec seulement 208 entrées le jour de sortie du film, pour un total de 1024 entrées en trois semaines. Il est également mal reçu par la critique dans son ensemble.
De nombreuses personnes pointent la faiblesse et la monotonie des voix off, et l'absence de nouveautés par rapport au traitement médiatique de la guerre.
Sur Allociné, le film reçoit une note de 0,8/5 seulement, ce qui le place en seconde position des films les plus mal notés du site derrière Dragonball Evolution.
Dans la presse, les retours sont très mitigés : Le Parisien et L'Obs lui attribuent une note de 3/5,,. Le Monde et Télérama lui donnent eux la note de 2/5. Télérama pointe notamment « une ode égotiste à la gloire de BHL », « trop présent à l'image ».
Toutefois Le Parisien signale : « Bernard-Henri Lévy a le mérite d’être allé (longuement) sur le terrain, d’en rapporter un reportage édifiant et de rester fidèle à son engagement ».
Un point de vue partagé par L'Opinion, qui reconnaît : « Cette fois-ci, Bernard-Henri Lévy y est parvenu, à nous émouvoir. Ni d’amitié, ni de colère, mais de sincérité ».
Christine Angot, dans Le Journal du Dimanche, remarque à propos de Slava Ukraini que BHL « va chercher là-bas, dans les combats justes, le sentiment de fraternité, qu’il ressent pour des gens qui y croient encore ».
« Le film prend de la hauteur, de la profondeur, et dévoile l’essentiel de cette guerre qui dure », selon Franc-Tireur.
« Les témoignages sont bouleversants, les images ne cachent rien des réalités de ce pays dévasté par un an de guerre, un pays pourtant toujours debout et qui force l’admiration », pour le Midi libre.
« Jamais, sans doute, Lévy n’a-t-il filmé et raconté la détresse et la mort avec une telle âpreté, une crudité aussi implacable, et nue, et noire », observe Sylvain Fort dans  L’Express.
« BHL nous montre le vrai visage de ce que Poutine fait subir à ce peuple », selon Les Échos.
« Slava Ukraini », le film de BHL sur BHL joué par BHL renouvelle le genre du film de guerre en le mettant au service des deux seules véritables valeurs contemporaines : le narcissisme et l’onanisme », écrit Marianne.

### Accueil du film en Ukraine
Le 26 février 2023, Slava Ukraini est projeté à Kiev au Zhovten Cinema, en présence de Bernard-Henri Lévy et de son équipe, devant un public qui compte dans ses rangs Étienne de Poncins, ambassadeur de France en Ukraine, Dmytro Kuleba, ministre des Affaires étrangères de l’Ukraine, Oleksandre Tkachenko, ministre de la Culture, 
Oleksiy Reznikov, ministre de la Défense, lequel déclare notamment à cette occasion, en hommage à Lévy : « Le monde doit connaître la vérité sur l’agression russe. Merci de la dire, mon ami ! ».

### Accueil du film aux États-Unis
Slava Ukraini est attendu aux États-Unis, selon Le New York Times qui, dès la sortie du film en France, remarque que Slava Ukraini « a été salué pour sa description sans fard des horreurs de la guerre ».
Le 4 avril 2023, Cohen media group, le distributeur de Slava Ukraini aux USA, annonce  dans The Hollywood Reporter que le film sortira dans tout le pays sur des plateformes numériques et VOD, et qu’il sera également projeté dans certaines salles.
C'est ce qui a lieu en effet, à New York, Washington, Los Angeles, Chicago, Philadelphie, à partir du début du mois de mai 2023.
Slava Ukraini est montré à New York le 4 mai, lors d’une projection organisée au siège de l’Organisation des Nations unies, dans la grande salle du Conseil économique et social, en présence notamment de l’équipe du film et de soldats ukrainiens grièvement blessés, ainsi que de nombreux diplomates, dont les ambassadeurs d’Ukraine et de France à l’ONU.
Le 10 mai suivant, Slava Ukraini est présenté devant des membres du Congrès des États-Unis, dans une salle du Capitole, lors d’une projection organisée par une commission bipartite, démocrate et républicaine. À cette occasion, le représentant Joe Wilson de Caroline du Sud et le sénateur Ben Cardin du Maryland, ont remercié Lévy pour son dévouement à la cause ukrainienne.
Tom Teicholz observe dans  Forbes magazine :« Ce que Bernard-Henri Lévy fait avec Slava Ukraini, c'est ce que les jeunes journalistes pourraient appeler du « journalisme de plaidoyer », ce qui veut dire qu'il rapporte les faits avec précision, mais aussi qu'il a un point de vue et même un agenda ».
Teicholz précise : « Cet agenda :  maintenir notre attention sur l'Ukraine. Voir de nos propres yeux la destruction aveugle de cibles civiles par les Russes, ainsi que la bravoure et la fermeté des forces ukrainiennes, et enfin, la menace qu'une victoire russe fait peser sur la démocratie occidentale ».
Le 26 mai 2023, le Los Angeles Press Club annonce que la Fondation Daniel Pearl a décerné à Bernard-Henri Lévy le Prix Daniel-Pearl « pour son courage et son intégrité dans le journalisme ».